# Tomáš Kostka
Tomáš Kostka (ur. 27 sierpnia 1984) – czeski kierowca wyścigowy i kierowca rajdowy.

## Kariera

### Formuła BMW
Kostka rozpoczął karierę w wyścigach samochodowych w 2002 roku, od startów w Formule BMW ADAC. Tam jednak nie zdobywał punktów.

### Formuła 3
W 2002 roku Kostka również rozpoczął starty w Austriackiej Formule 3. Był tam dwunasty. Rok później w Niemieckiej Formule 3 stanął już na podium. Z dorobkiem 64 punktów uplasował się na ósmej pozycji w klasyfikacji kierowców. W tej samej serii wystartował jeszcze w 2004 roku, tym razem jednak w zaledwie dwóch wyścigach. I to właśnie dwukrotnie stawał na podium. Był 12 w klasyfikacji generalnej.

### Formuła Renault 3.5
Po roku startów w World Series by Nissan zakończonych 23 lokatą, Czech rozpoczął starty w 2005 roku w prestiżowej Formule Renault 3.5. W pierwszym sezonie startów uzbierał łącznie 6 punktów. Dało mu to 23. miejsce w klasyfikacji generalnej. Rok później jego dorobek punktowy był nieco mniejszy - 5 punktów pozwoliło mu zająć 30 lokatę.

### A1 Grand Prix
Na przełomie 2006 i 2007 roku Czech reprezentował barwy swego kraju w A1 Grand Prix. Wystąpił tam jednak w zaledwie dwóch wyścigach. Z dorobkiem 27 punktów reprezentacja Czech ukończyła sezon na 12 pozycji.

### DTM
W Deutsche Tourenwagen Masters Tomáš występował w 2009 roku. W ciągu 10 wyścigów nie zdołał jednak zdobyć punktów. Jego zespołem był Kolles Futurecom-BRT.

### IRC
Od 2007 roku Czech startuje w Rajdzie Czech wliczanym do klasyfikacji Intercontinental Rally Challenge, a od 2013 roku do klasyfikacji Rajdowych Mistrzostw Europy. Jak dotąd najlepiej spisał się w 2012 roku, kiedy to ukończył rajd na trzeciej pozycji, a w klasyfikacji mistrzostw był 26. W pozostałych sezonach nie był klasyfikowany.

### WRC
W 2013 roku Czech pojawił się na starcie Rajdu Monte Carlo zaliczanego do klasyfikacji Rajdowych Mistrzostw Świata. Rajdu tego jednak nie zdołał ukończyć.

## Statystyki
| Sezon     | Seria                                                | Zespół                  | Wyścigi | Zwycięstwa | PP | NO | Podium | Punkty | Pozycja |
| --------- | ---------------------------------------------------- | ----------------------- | ------- | ---------- | -- | -- | ------ | ------ | ------- |
| 2002      | Formuła BMW ADAC                                     | Team I.S.R.             | 12      | 0          | 0  | 0  | 0      | 0      | NS      |
| 2002      | Austriacka Formuła 3                                 | KFR Team F3             | 2       | 0          | 0  | 0  | 0      |        | 19      |
| 2003      | Niemiecka Formuła 3                                  | KFR Team F3             | 16      | 0          | 0  | 0  | 1      | 64     | 8       |
| 2004      | World Series by Nissan                               | RC Motorsport           | 10      | 0          | 0  | 0  | 0      | 1      | 23      |
| 2004      | Niemiecka Formuła 3                                  | KFR Team F3             | 2       | 0          | 2  | 0  | 2      | 36     | 12      |
| 2004      | Euro 3000                                            | John Village Automotive | 1       | 0          | 0  | 0  | 0      | 0      | NS      |
| 2005      | Formuła Renault 3.5                                  | Victory Engineering     | 12      | 0          | 0  | 0  | 0      | 6      | 23      |
| 2006      | Formuła Renault 3.5                                  | Draco Multiracing USA   | 11      | 0          | 0  | 0  | 0      | 5      | 30      |
| 2006      | F3000 International Masters                          | Charouz Racing          | 2       | 1          | 1  |    | 1      | 11     | 16      |
| 2006/2007 | A1 Grand Prix                                        | Team Czech Republic     | 2       | 0          | 0  | 0  | 0      | 27     | 12      |
| 2007      | 24h Le Mans                                          | Convers Menx Team       | 1       | 0          | –  | –  | 0      | N/A    | 8       |
| 2007      | IRC                                                  | Tomáš Kostka            | 1       | 0          | –  | –  | 0      | 0      | NS      |
| 2008      | Czech International Championship - Division 4 > 2000 |                         |         |            |    |    |        | 94     | 2       |
| 2008      | IRC                                                  | Tomáš Kostka            | 1       | 0          | –  | –  | 0      | 0      | NS      |
| 2009      | DTM                                                  | Kolles Futurecom-BRT    | 10      | 0          | 0  | 0  | 0      | 0      | NS      |
| 2010      | IRC                                                  | Rufa Sport              | 1       | 0          | –  | –  | 0      | 0      | NS      |
| 2011      | FIA GT3 European Championship                        | Gravity-Charouz Racing  | 4       | 0          | 0  | 0  | 0      | 0      | NS      |
| 2011      | IRC                                                  | Rufa Sport              | 1       | 0          | –  | –  | 0      | 0      | NS      |
| 2012      | IRC                                                  | Rufa Sport              | 1       | 0          | –  | –  | 1      | 15     | 26      |

## Wyniki w Formule Renault 3.5
| Legenda oznaczeń w tabelach wyników Wyświetl szablon na nowej stronie | Legenda oznaczeń w tabelach wyników Wyświetl szablon na nowej stronie                                                                     |
| Oznaczenie                                                            | Wyjaśnienie |
| --------------------------------------------------------------------- | --- |
| Złoty                                                                 | Zwycięzca lub mistrzostwo |
| Srebrny                                                               | 2. miejsce lub wicemistrzostwo |
| Brązowy                                                               | 3. miejsce lub II wicemistrzostwo |
| Zielony                                                               | Ukończył, punktował (w klasyfikacji generalnej, gdy zdobył co najmniej jeden punkt na przestrzeni sezonu, poza trzema powyższymi opcjami) |
| Niebieski                                                             | Ukończył, nie punktował (w klasyfikacji generalnej, gdy nie zdobył co najmniej jednego punktu na przestrzeni sezonu)                      |
| Czerwony                                                              | Nie zakwalifikował się (NZ) |
| Czerwony                                                              | Nie prekwalifikował się (NPK) |
| Różowy                                                                | Nie ukończył (NU) |
| Różowy                                                                | Niesklasyfikowany (NS) (w klasyfikacji generalnej, gdy nie został sklasyfikowany w żadnym wyścigu sezonu)                                 |
| Czarny                                                                | Zdyskwalifikowany (DK) |
| Czarny                                                                | Wykluczony (WYK/EX) |
| Biały                                                                 | Nie wystartował (NW) |
| Biały                                                                 | Kontuzjowany (K/INJ) |
| Biały                                                                 | Wyścig odwołany (OD/C) |
| Bez koloru                                                            | Został wycofany (WYC/WD) |
| Bez koloru                                                            | Nie przybył (NP/DNA) |
| Bez koloru                                                            | Nie brał udziału w treningach (NT/DNP) |
| Bez koloru                                                            | Nie został zgłoszony (–) |
| Pogrubienie                                                           | Start z pole position |
| Kursywa                                                               | Najszybsze okrążenie wyścigu |
| †                                                                     | Nie ukończył, ale jego rezultat został zaliczony ze względu na przejechanie więcej niż 90% dystansu wyścigu.                              |
| *                                                                     | Sezon w trakcie |
| 1/2/3                                                                 | Punktowana pozycja w sprincie kwalifikacyjnym                                                                                             |
| Lista systemów punktacji Formuły 1                                    | |

| Rok  | Zespół                | Wyniki w poszczególnych eliminacjach | Wyniki w poszczególnych eliminacjach | Wyniki w poszczególnych eliminacjach | Wyniki w poszczególnych eliminacjach | Wyniki w poszczególnych eliminacjach | Wyniki w poszczególnych eliminacjach | Wyniki w poszczególnych eliminacjach | Wyniki w poszczególnych eliminacjach | Wyniki w poszczególnych eliminacjach | Wyniki w poszczególnych eliminacjach | Wyniki w poszczególnych eliminacjach | Wyniki w poszczególnych eliminacjach | Wyniki w poszczególnych eliminacjach | Wyniki w poszczególnych eliminacjach | Wyniki w poszczególnych eliminacjach | Wyniki w poszczególnych eliminacjach | Wyniki w poszczególnych eliminacjach | Punkty | Pozycja |
| ---- | --------------------- | ------------------------------------ | ------------------------------------ | ------------------------------------ | ------------------------------------ | ------------------------------------ | ------------------------------------ | ------------------------------------ | ------------------------------------ | ------------------------------------ | ------------------------------------ | ------------------------------------ | ------------------------------------ | ------------------------------------ | ------------------------------------ | ------------------------------------ | ------------------------------------ | ------------------------------------ | ------ | ------- |
| 2005 | Victory Engineering   | BEL                                  | BEL                                  | MON                                  | VAL                                  | VAL                                  | FRA                                  | FRA                                  | BIL                                  | BIL                                  | DEU                                  | DEU                                  | GBR                                  | GBR                                  | PRT                                  | PRT                                  | ITA                                  | ITA                                  | 6      | 23      |
| 2005 | Victory Engineering   | 14                                   | NU                                   | 18                                   | NU                                   | 5                                    | 11                                   | NW                                   | NU                                   | NW                                   | 12                                   | NU                                   | 22                                   | 13                                   | -                                    | -                                    | -                                    | -                                    | 6      | 23      |
| 2006 | Draco Multiracing USA | ZOL                                  | ZOL                                  | MON                                  | TUR                                  | TUR                                  | ITA                                  | ITA                                  | SFR                                  | SFR                                  | DEU                                  | DEU                                  | GBR                                  | GBR                                  | FRA                                  | FRA                                  | ESP                                  | ESP                                  | 5      | 30      |
| 2006 | Draco Multiracing USA | 14                                   | 14                                   | 8                                    | NU                                   | 15                                   | 20                                   | NU                                   | 20†                                  | 9                                    | NU                                   | 17                                   | -                                    | -                                    | -                                    | -                                    | -                                    | -                                    | 5      | 30      |